# 院内インターチェンジ

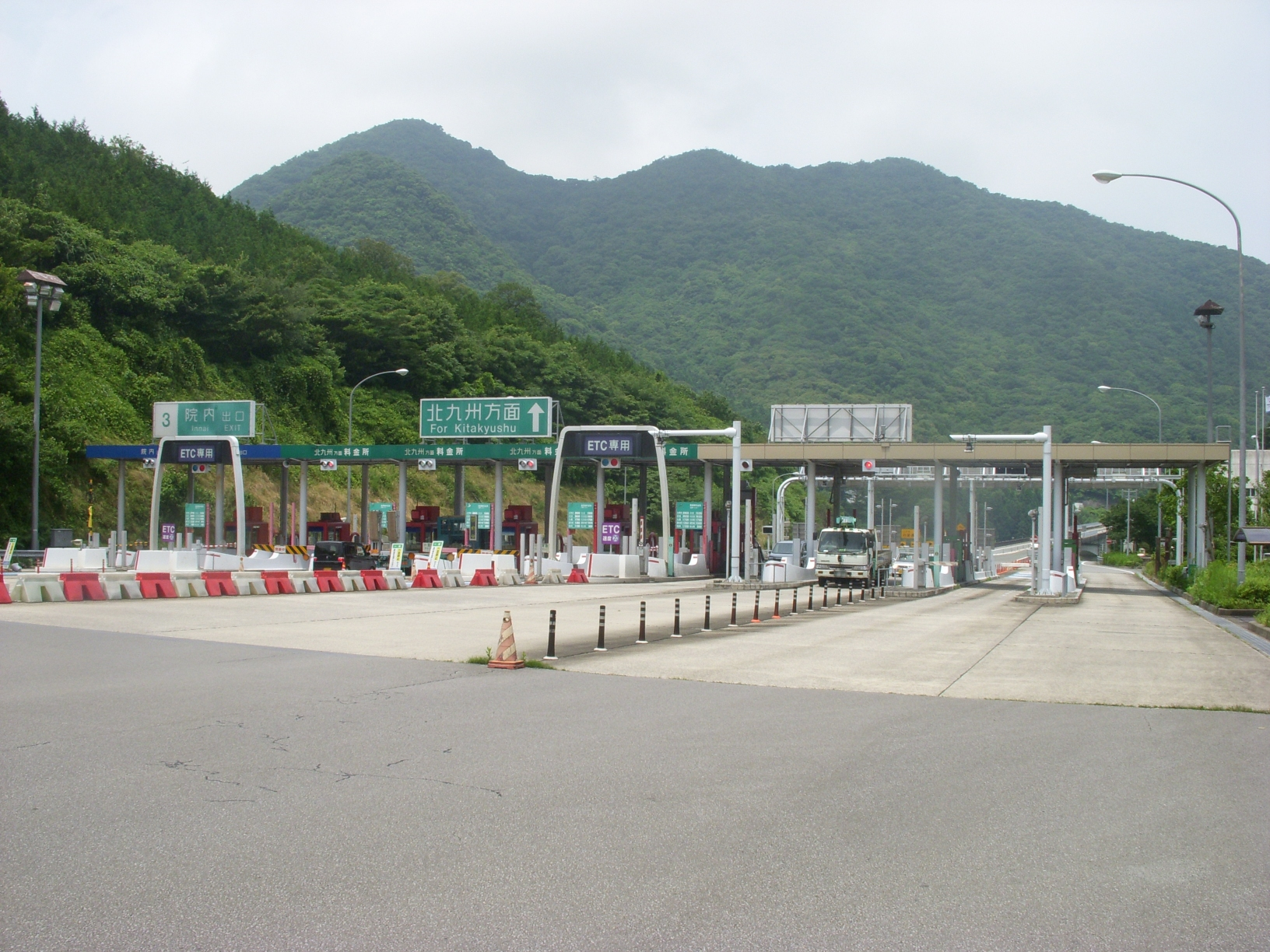
本線料金所供用当時

院内インターチェンジ（いんないインターチェンジ）は、大分県宇佐市院内町にある東九州自動車道（宇佐別府道路〈東九州自動車道に並行する一般国道10号の自動車専用道路〉）のインターチェンジである。速見ICおよび、大分IC方面との流出入のみ利用できるハーフインターチェンジである。
本項ではかつて併設されていた院内本線料金所についても記述する。

## 歴史
- 1993年（平成5年）3月29日：院内IC - 速見IC間開通に伴い、供用開始[1]。
- 1994年（平成6年）12月15日：宇佐IC - 院内IC間開通[1]。
- 2014年（平成26年）
  - 9月16日：院内本線料金所が廃止される。翌9月17日に宇佐ICの料金収受は「宇佐料金所」に移設される[2]。
- 2018年（平成30年）8月5日:大分自動車道速見支線と大分自動車道本線（速見IC - 日出JCT - 大分米良IC）の道路名が東九州自動車道に変更される。当インターチェンジのインターチェンジ番号が「9-1」に変更される。

## 周辺
- 宇佐市院内支所

## 接続する道路
- 直接接続
  - 国道387号

## 料金所
- ブース数：4

### 入口
- ブース数：2　
  - ETC専用：1　　
  - 一般：1

### 出口
- ブース数：2
  - ETC専用：1　　
  - 一般：1

かつては院内本線料金所が併設されていたが、2014年（平成26年）9月16日をもって廃止され、翌17日に宇佐IC付近に設置する「宇佐料金所」に移転した。

## 隣
E10 東九州自動車道（ 宇佐別府道路）
(9) 宇佐IC - (9-1) 院内IC - (9-2) 安心院IC